# Algirdas Jurevičius

Wappen von Algirdas Jurevičius als Weihbischof in Kaunas

Algirdas Jurevičius (* 24. März 1972 in Vievis, Litauische SSR) ist ein litauischer Geistlicher und römisch-katholischer Bischof von Telšiai.

## Leben
Jurevičius besuchte bis 1987 die Kinder-Musikschule und dann neun Klassen der Mittelschule seiner Heimatstadt Vievis. Von 1986 bis 1991 leitete er auch den Chor und arbeitete als Organist an der dortigen Pfarrkirche. Anschließend studierte er am Tallat-Kelpša-Konservatorium in der litauischen Hauptstadt Vilnius. 1990/1991 arbeitete er als Religionslehrer in der 44. Mittelschule in Vilnius.
Von 1991 bis 1996 absolvierte er das Bachelor-Studium der Theologie am Priesterseminar Kaunas (mit Auszeichnung) und von 1996 bis 1998 das Masterstudium der Theologie (Fachrichtung Dogmatik) an der Vytautas-Magnus-Universität in Kaunas. Von 1996 bis 1998 lehrte er am Priesterseminar Kaunas Dogmatische Theologie, 1999 arbeitete er als Assistent an der VDU. Im Juli und August 1996 lernte er Deutsch am Herder-Institut der Universität Leipzig.
Algirdas Jurevičius empfing am 26. Dezember 1996 das Sakrament der Priesterweihe. Von 2000 bis 2004 studierte er zur Promotion an der Philosophisch-Theologischen Hochschule Sankt Georgen in Frankfurt am Main. Dort wurde er mit einer Dissertation zur Theologie des Diakonats promoviert. 
Am 2. Juli 2018 ernannte ihn Papst Franziskus zum Titularbischof von Materiana und zum Weihbischof in Kaunas. Der Erzbischof von Kaunas, Lionginas Virbalas, weihte ihn am 19. August desselben Jahres in Kaunas zum Bischof. Mitkonsekratoren waren Jonas Ivanauskas, Bischof von Kaišiadorys, und dessen Amtsvorgänger Juozapas Matulaitis.
Am 1. Juni 2020 ernannte ihn Papst Franziskus zum Bischof von Telšiai. Die Amtseinführung erfolgte am 29. Juni desselben Jahres.
Innerhalb der Litauischen Bischofskonferenz ist Jurevičius für Fragen der kirchlichen Lehre zuständig.

## Schriften
- Zur Theologie des Diakonats. Der Ständige Diakonat auf der Suche nach eigenem Profil (= Schriften zur praktischen Theologie. Nr. 3). Kovac, Hamburg 2004, ISBN 978-3-8300-1444-7.
- Die Katholische Kirche Litauens. Auf dem Weg zur Erneuerung (= Theos. Nr. 63). Kovac, Hamburg 2004, ISBN 978-3-8300-1474-4.